# Накхонсітхаммарат (місто)
Накхонсітхаммарат — друге за величиною місто Таїланду, центр буддизму.
Місто знаходиться на відстані 861 км залізницею і 760 км по трассі від Бангкоку.

## Клімат
Місто знаходиться у зоні, котра характеризується мусонним кліматом. Найтепліший місяць — квітень із середньою температурою 28.9 °C (84 °F). Найхолодніший місяць — січень, із середньою температурою 26.1 °С (79 °F).
| Клімат Накхонсітхаммарата | Клімат Накхонсітхаммарата | Клімат Накхонсітхаммарата | Клімат Накхонсітхаммарата | Клімат Накхонсітхаммарата | Клімат Накхонсітхаммарата | Клімат Накхонсітхаммарата | Клімат Накхонсітхаммарата | Клімат Накхонсітхаммарата | Клімат Накхонсітхаммарата | Клімат Накхонсітхаммарата | Клімат Накхонсітхаммарата | Клімат Накхонсітхаммарата | Клімат Накхонсітхаммарата |
| Показник                  | Січ.                      | Лют.                      | Бер.                      | Квіт.                     | Трав.                     | Черв.                     | Лип.                      | Серп.                     | Вер.                      | Жовт.                     | Лист.                     | Груд.                     | Рік                       |
| Абсолютний максимум, °C   | 38                        | 37                        | 41                        | 42                        | 37                        | 37                        | 38                        | 36                        | 35                        | 33                        | 33                        | 31                        | 42                        |
| Середній максимум, °C     | 29                        | 30                        | 32                        | 33                        | 32                        | 32                        | 32                        | 32                        | 31                        | 30                        | 28                        | 28                        | 31                        |
| Середня температура, °C   | 26                        | 26                        | 27                        | 28                        | 28                        | 28                        | 28                        | 28                        | 27                        | 27                        | 26                        | 26                        | 27                        |
| Середній мінімум, °C      | 22                        | 22                        | 23                        | 24                        | 25                        | 25                        | 24                        | 24                        | 23                        | 23                        | 23                        | 23                        | 23                        |
| Абсолютний мінімум, °C    | 17                        | 17                        | 17                        | 21                        | 16                        | 22                        | 21                        | 21                        | 19                        | 22                        | 21                        | 21                        | 16                        |
| Норма опадів, мм          | 170                       | 60                        | 40                        | 90                        | 180                       | 70                        | 110                       | 100                       | 150                       | 350                       | 520                       | 450                       | 2360                      |
| ------------------------- | ------------------------- | ------------------------- | ------------------------- | ------------------------- | ------------------------- | ------------------------- | ------------------------- | ------------------------- | ------------------------- | ------------------------- | ------------------------- | ------------------------- | ------------------------- |
| Джерело: Weatherbase      |                           |                           |                           |                           |                           |                           |                           |                           |                           |                           |                           |                           |                           |